# Агте, Адольф Андреевич
Адольф Андреевич Агте (нем. Hermann Adolf von Agthe; 1775, Аренсбург, Лифляндская губерния — 1832, Екатеринбург, Пермская губерния) — российский горный инженер немецкого происхождения, изобретатель, создатель нового способа добычи золота и серебра.

## Биография
Родился 1775 году (или 1776) в городке Аренсбург (ныне эстонский город Курессааре на острове Сааремаа). Происходил из лифлянского дворянского рода Агте. Его отец, Иоганн Андреас фон Агте (нем. Johann Andreas von Aghte; 1733—1806) переехал в Российскую империю из германской Саксонии в середине XVIII века и устроился на государственную службу. Мать Хелена (Helen) происходила из семьи Dahl, древнего рода остзейских немцев из Эстонии.
Адольф Агте поступил в Горное училище в Санкт-Петербурге, при окончании которого 1 мая 1795 года был произведён в шихтмейстеры 13-го класса и определён в штат Нерчинских заводов — смотрителем Шилкинских рудников. С 10 июня 1799 года — берг-гешворен, а с 1798 года — управляющий Шилкинскими рудниками и заводами. В 1799 году ему была поручена доставка серебра в Санкт-Петербург. В 1800 году, по возвращении из поездки в столицу, он был назначен управляющим Кутомарским и Екатерининским заводами на Урале.
В 1802 году определён на должность обер-бергпробирера в первый департамент Екатеринбургского горного ведомства. В 1807 году после упразднения департамента Агте был назначен помощником горного начальника Екатеринбургских заводов с заведованием лабораторией и амальгамирным производством. Он добился усовершенствования способа выплавки золота, благодаря чему удавалось значительно сберегать металл. Кроме того, Агте усовершенствовал процесс извлечения из руды мелких частиц золота.
Агте был автором проектов амальгамирного производства в Екатеринбурге. Новаторские идеи Агте принесли значительную выгоду казне, и в 1816 году он получил за это награду в 5000 рублей.
В 1825 году Агте был послан на Златоустовские заводы для разбора претензий иностранных оружейных мастеров, работавших на Златоустовской фабрике. Он обнаружил там факты многочисленных злоупотреблений, после чего местный начальник С. П. Татаринов был уволен, а в 1826 году на его место горного начальника Златоустовских заводов и начальника Златоустовской оружейной фабрики был назначен А. А. Агте.
Он внёс усовершенствование в конструкцию золотопромывочных машин. Агте первым ввёл вращающиеся бочки для растирания золотоносных песков, которые долгое время долгое время именовались «Агтевскими бочками». За это изобретение он получил в 1830 году награду в 6000 рублей. В 1831 году Агте был переведён берг-инспектором в Екатеринбург.
Состоял членом Екатеринбургского горного учёного общества (1825) и Общества испытателей природы при Московском университете.
Скончался в Екатеринбурге 13 апреля 1832 года[по какому календарю?].

## Награды
- орден Святой Анны 2-й степени (1825);
- орден Святого Владимира 4-й степени (1825);
- орден Святого Владимира 3-й степени (1828).